# Aurora Madaula i Giménez
Aurora Madaula i Giménez (Mollet del Vallès, 12 de novembre de 1978) és una historiadora catalana. Ha estat diputada al Parlament de Catalunya en la XII legislatura, i a la XIII legislatura és secretària segona de la Mesa del Parlament. És membre d'Acció per la República i afiliada a Intersindical-CSC i a la USTEC-STEs.

## Trajectòria
Amb arrels al Berguedà per part de la seva família materna, que provinent d'Extremadura s'establí a Berga per treballar a la colònia minera de Sant Corneli de Cercs. Llicenciada en història contemporània, és membre del Grup de Recerca en Estudis Nacionals i Polítiques Culturals (GRENPOC) integrat a la Càtedra Josep Termes de la Universitat de Barcelona. L'any 2014 publicà conjuntament amb Agustí Colomines el llibre Pàtria i Progrés. La Mancomunitat de Catalunya 1914-1924 (Editorial Comanegra).
Col·labora assíduament als mitjans de comunicació, en especial a Catalunya Ràdio i Betevé. Fou una de les promotores de la "llista unitària 1 d'octubre".
A les eleccions al Parlament de Catalunya de 2017 fou escollida diputada amb la llista de Junts per Catalunya.
Formà part del grup impulsor de la Crida Nacional per la República.